# Bodorfalva
Bodorfalva (szlovákul Bodorová) község Szlovákiában, a Zsolnai kerületben, a Stubnyafürdői járásban. Kevice tartozik hozzá.

## Fekvése
Turócszentmártontól 23 km-re délre fekszik.

## Története
A falu akkor keletkezett, amikor IV. Béla király Turócdivék és Deákfalu között földet adományozott turóci nemesek számára. Bodorfalva települést 1265-ben „Vida” alakban említik először. 1340-ben „Vidusfelde”, 1364-ben „Bodor”, 1378-ban „Viaffelde”, 1381-ben „Wydasteleke”, 1384-ben „Vidasfalva” néven találjuk. A 15. századig a Vida család birtoka volt, később a Thurócziaké, majd a 16. század közepétől a Nyáry családé volt. 1534-ben „Bodarfalwa”, 1548-ban „Bodorowawez” néven szerepel a különböző írásos forrásokban. 1720-ban 11 háztartása volt. 1785-ben 16 házában 132 lakosa élt.
A 18. század végén Vályi András így ír róla: „BODORFALVA. Bodorova. Tót falu Túrótz Vármegyében, földes Ura Gróf Nyáry Uraság, hajdan Vida földgyének neveztetett, régi Vida nevű birtokosáról, határbéli földgye középszerű, réttye kétszer kaszáltatik, legelője tsekély, fája tűzre, és épűletre elég; piatzozása Mosótzon; van a’ községnek is egy réttye, második Osztálybéli.”
1828-ban 18 háza volt 128 lakossal. Lakói mezőgazdasággal, kézművességgel, főként szűcsmesterséggel foglalkoztak.
Fényes Elek 1851-ben kiadott geográfiai szótárában így ír a faluról: „Bodorofalva, (Bodowa), tót falu, Thurócz vármegyében, közel a Thurócz vizéhez egy patak mellett. Táplál 9 kath., 119 evang. lakost. – Földje róna és termékeny; rétjei igen jók. F. u. többen. Utolsó postája Rudnó.”
A trianoni diktátumig Turóc vármegye Stubnyafürdői járásához tartozott.
A mai község eredetileg három faluból, Kevicéből, Bodorfalvából és Parstinából állott. Előbb Parstinát, majd 1951-ben Kevicét csatolták hozzá.

## Népessége
| Év:            | 1994. | 2004.    | 2014.   | 2024.   |
| -------------- | ----- | -------- | ------- | ------- |
| Emberek száma: | 211   | 261      | 243     | 240     |
| Eltérés:       |       | +23,69 % | -6,89 % | -1,23 % |

| Év:            | 2023. | 2024.   |
| -------------- | ----- | ------- |
| Emberek száma: | 235   | 240     |
| Eltérés:       |       | +2,12 % |

1910-ben 180, túlnyomórészt szlovák lakosa volt.
2001-ben 252 lakosából 245 szlovák volt.
2011-ben 244 lakosából 222 szlovák.

## Lásd még
- Kevice